# Hawk l'indiano
Hawk l'indiano (Hawk) è una serie televisiva statunitense in 17 episodi trasmessi per la prima volta nel corso di una sola stagione nel 1966.
È una serie drammatica del genere poliziesco ambientata a New York e incentrata sulle vicende dello stoico detective di origini indiane, l'irochese John Hawk, interpretato da Burt Reynolds.

## Personaggi e interpreti
- Detective tenente John Hawk (17 episodi, 1966), interpretato da	Burt Reynolds.
- Carter (7 episodi, 1966), interpretato da	Wayne Grice.
- Ed Gorten (3 episodi, 1966), interpretato da	Leon Janney.
- Sam Crown (3 episodi, 1966), interpretato da	John Marley.
- Lab Technician (3 episodi, 1966), interpretato da	Jon Lee.
- Murray Sanders (2 episodi, 1966), interpretato da	Robert Gerringer.
- Rosemary (2 episodi, 1966), interpretata da	Jennifer West.
- Diller (2 episodi, 1966), interpretato da	Larry Haines.
- Assistant DA (2 episodi, 1966), interpretato da	Jason Wingreen.
- Medico legale (2 episodi, 1966), interpretato da	Carl Low.

## Produzione
La serie, ideata da Alan Sloane, fu prodotta da Screen Gems Television e girata negli studios della Filmways a New York. Le musiche furono composte da Kenyon Hopkins e Nelson Riddle.

### Registi
Tra i registi della serie sono accreditati:
- Sam Wanamaker (3 episodi, 1966)
- Richard Benedict (2 episodi, 1966)
- Paul Henreid (2 episodi, 1966)
- Alexander Singer (2 episodi, 1966)

## Distribuzione
La serie fu trasmessa negli Stati Uniti nel 1966 sulla rete televisiva ABC. In Italia è stata trasmessa sul Secondo Programma con il titolo Hawk l'indiano. Nonostante la concomitante trasmissione sul Nazionale della settimanale partita di calcio, ebbe un discreto successo.
Alcune delle uscite internazionali sono state:
- negli Stati Uniti l'8 settembre 1966 (Hawk)
- in Francia il 30 ottobre 1973 (Hawk, l'oiseau de nuit)
- in Finlandia (Haukka)
- in Italia (Hawk l'indiano)

## Episodi
| Stagione       | Episodi | Prima TV USA | Prima TV Italia |
| -------------- | ------- | ------------ | --------------- |
| Prima stagione | 17      | 1966         | 1972            |